# Серадарче (Салерно)
Серадарче је насеље у Италији у округу Салерно, региону Кампанија.
Према процени из 2011. у насељу је живело 410 становника. Насеље се налази на надморској висини од 307 м.